# Acquaviva Platani
Acquaviva Platani – miejscowość i gmina we Włoszech, w regionie Sycylia, w prowincji Caltanissetta.
Według danych na rok 2004 gminę zamieszkiwało 1231 osób, 87,9 os./km².